# Le Chemin du coeur
Le Chemin du coeur è un cortometraggio muto del 1913 diretto da Victorin-Hippolyte Jasset.
L'attrice Josette Andriot, che sarebbe diventata molto nota con l'interpretazione del personaggio seriale di Protéa, era la sorella del direttore della fotografia Lucien Andriot che, in seguito, proseguì la sua carriera andando a lavorare a Hollywood.

## Produzione
Il film fu prodotto dalla Société Française des Films Éclair.

## Distribuzione
Distribuito dalla World's Special Films, il cortometraggio in due bobine fu distribuito anche negli Stati Uniti nel dicembre 1913 con i titoli For the Family Honor o The Heart's Highway. In Francia, il film uscì nelle sale il 2 maggio 1913.